# Дедуайлер, Даниэль
Даниэль Дедуайлер (англ. Danielle Deadwyler; род. 3 мая 1982, Атланта) — американская актриса. Начала карьеру, выступая на театральной сцене Атланты, а затем дебютировала на экране в драматическом фильме A Cross to Bear. Она снималась в прайм-таймовой мыльной опере Oprah Winfrey Network «Имущие и неимущие» (2015—2017), драматическом сериале Starz «Долина соблазна» (2020), мини-сериале HBO Max «Станция Одиннадцать» (2021—2022) и мини-сериале Netflix «Вкус к жизни» (2022).
Дедуайлер получила признание критиков, снявшись в вестерне «Тем больнее падать» (2021) и байопике «Тилл» (2022). Роль Мейми Тилл принесла ей множество наград, включая номинации на премию BAFTA за лучшую женскую роль и премию Гильдии киноактёров США за лучшую женскую роль.

## Ранние годы и образование
Дедуайлер родилась и выросла в Атланте в семье секретаря суда и инспектора железных дорог, у неё трое братьев и сестёр. Окончила Grady High School (ныне Midtown High School), а затем Спелманский колледж, после чего получила степень магистра искусств в области американских исследований в Колумбийском университете. В 2017 году она получила вторую степень магистра, в области креативного письма, в Эшлендском университете в Огайо.

## Карьера

### 2009—2020
Дедуайлер начала карьеру с участия в театральных постановках и наиболее известна ролью Леди в жёлтом в спектакле For Colored Girls Who Have Considered Suicide / When the Rainbow Is Enuf в True Colors Theater в Атланте в 2009 году. В 2012 году она дебютировала в кино, сыграв главную роль бездомной матери-алкоголички в драме Тандрии Поттс A Cross to Bear. Позже она снялась в нескольких короткометражных фильмах, а затем стала получать роли на телевидении.
В 2015 году Дедуайлер снялась во втором сезоне драматического сериала телеканала BET «Быть Мэри Джейн». Позже в том же году она присоединилась к актёрскому составу прайм-таймового сериала Тайлера Перри «Имущие и неимущие», сыграв антагонистку Лакуиту «Куиту» Максвелл. Она покинула сериал во время четвёртого сезона. Позже у неё были второстепенные роли в фильмах «Одарённая» и «В поисках праздника» и телесериалах, включая двухсерийные эпизоды в сериалах «Гринлиф», «Атланта» и «Хранители». На сцене Атланты она сыграла в удостоенной Пулитцеровской премии пьесе Clybourne Park в Aurora Theater, изобразила актрису, пострадавшую при постановке Шекспира в пьесе Smart People в True Colors Theater; а также сыграла несколько ролей в пьесе The Temple Bombing в Alliance Theater. В 2018 году сыграла главную роль Джейн Мэннинг Джеймс в историческом драматическом фильме «Джейн и Эмма». В 2019 году она сыграла главную роль и выступила продюсером триллера «Расплата» (англ. The Devil to Pay). Фильм и её игра получили положительные отзывы критиков.
В 2020 году Дедуайлер получила постоянную роль в детективном драматическом сериале Paramount Network «Потерянный рай» с Джошем Хартнеттом, Бриджит Риган и Барбарой Херши. Сериал не был продлён на второй сезон. В том же году она приняла участие в съёмках «ФБР: Самые разыскиваемые» и получила постоянную роль Йоли в драматическом сериале канала Starz «Долина соблазна».

### 2021 — настоящее время

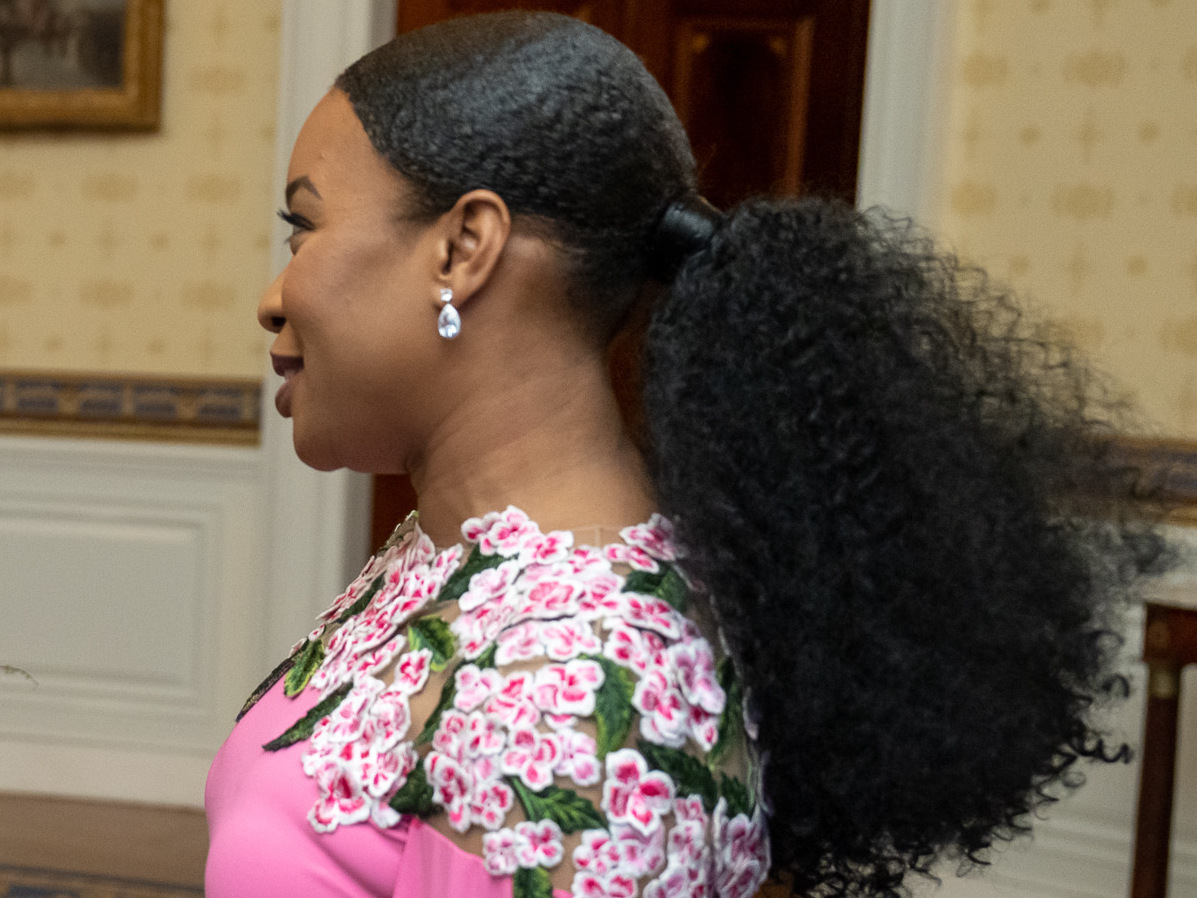
Даниэль Дедуайлер в 2023 году

В 2021 году Дедуайлер сыграла роль Каффи в вестерне Netflix «Тем больнее падать». Персонаж был вдохновлён Катай Уильямс. Фильм и её исполнение получили положительные отзывы кинокритиков. За свою игру она получила премию NAACP Image Award за лучшую женскую роль второго плана в кинофильме. Позже, в 2021 году, она сыграла Миранду Кэрролл в постапокалиптическом мини-сериале HBO Max «Станция Одиннадцать». В том же году она получила роль в мини-сериале Netflix «Вкус к жизни», основанном на мемуарах Темби Лок, сыграв роль старшей сестры главной героини (Зои Салдана), и заслужила положительные отзывы.
В 2022 году Дедуайлер появилась в роли Мейми Тилл в байопике «Тилл» режиссёра Чинонье Чукву. Её игра получила положительные отзывы критиков, и Дедуайлер была удостоена премии Национального совета кинокритиков за прорыв года среди актёров и актрис (разделив её с Гэбриелем Лабеллем, «Фабельманы») и независимой премии Gotham Awards за лучшую главную роль.
Дедуайлер сыграет главную роль в фантастическом триллере Parallel режиссёра Куроша Ахари, ремейке китайского фильма Лэй Чжэна «Параллельный лес» (2019). Она также появится в хоррор-триллере I Saw the TV Glow и боевике Carry-On для Netflix. В марте 2023 года Дедуайлер вместе с Робертом Паттинсоном, Эми Адамс, Робертом Дауни-младшим и Форестом Уитакером приняла участие в съёмках комедийного фильма Average Height, Average Build, автором и режиссёром которого выступил Адам Маккей. Актриса также сыграет главную роль в фильме The Piano Lesson, экранизации пьесы Огаста Уилсона.

## Фильмография

### Фильмы
| Год  |     | Русское название            | Оригинальное название | Роль                                                  |
| ---- | --- | --------------------------- | --------------------- | ----------------------------------------------------- |
| 2010 | кор |                             | Cyburbia              | Cyburbia                                              |
| 2012 | ф   |                             | A Cross to Bear       | Erica Moses                                           |
| 2013 | кор |                             | Sweet, Sweet Country  | Ndizeye                                               |
| 2014 | кор | Непримиримая                | Ir/Reconcilable       | Maria                                                 |
| 2015 | кор |                             | The Youth             | Hoda                                                  |
| 2017 | ф   | Одарённая                   | Gifted                | Работница приюта для животных / Animal Shelter Worker |
| 2017 | ф   | В поисках праздника         | The Leisure Seeker    | Официантка в отеле / Hotel Waitress                   |
| 2018 | ф   | Джейн и Эмма                | Jane and Emma         | Джейн Мэннинг / Jane Manning                          |
| 2019 | ф   | Расплата                    | The Devil to Pay      | Лемон Кэссиди / Lemon Cassidy                         |
| 2020 | ф   |                             | It's Time             | Karen Phillips                                        |
| 2020 | ф   |                             | Bygone Billy          | Trudy Wake                                            |
| 2021 | ф   | Тем больнее падать          | The Harder They Fall  | Каффи / Cuffee                                        |
| 2022 | ф   | Тилл                        | Till                  | Мейми Тилл / Mamie Till                               |
| 2024 | ф   | Я видел свечение телевизора | I Saw the TV Glow     | Бренда / Brenda                                       |
| 2024 | ф   | Уроки фортепиано            | The Piano Lesson      | Бернис Чарльз / Berniece Charles                      |
| 2024 | ф   | Ручная кладь                | Carry-On              | Елена Коул / Elena Cole                               |
| 2025 | ф   | Женщина во дворе            | The Woman in the Yard | Рамона / Ramona                                       |

### Сериалы
| Год       |   | Русское название         | Оригинальное название       | Роль                                               |
| --------- | - | ------------------------ | --------------------------- | -------------------------------------------------- |
| 2015      | с | Быть Мэри Джейн          | Being Mary Jane             | Наима / Naima                                      |
| 2015—2017 | с | Имущие и неимущие        | The Haves and the Have Nots | Лакуита «Куита» Максвелл / LaQuita "Quita" Maxwell |
| 2016      | с | Гринлиф                  | Greenleaf                   | Стейси / Stacy                                     |
| 2018      | с | Хэп и Леонард            | Hap and Leonard             | женщина / Woman                                    |
| 2018      | с | Атланта                  | Atlanta                     | Тами / Tami                                        |
| 2019      | с | Хранители                | Watchmen                    | Джун / June                                        |
| 2020      | с | ФБР: Самые разыскиваемые | FBI: Most Wanted            | Клео Уилкенс / Cleo Wilkens                        |
| 2020      | с | Потерянный рай           | Paradise Lost               | Ник Грин / Nique Green                             |
| 2020      | с | Долина соблазна          | P-Valley                    | Йоли / Yoli                                        |
| 2021—2022 | с | Станция Одиннадцать      | Station Eleven              | Миранда Кэрролл / Miranda Carroll                  |
| 2022      | с | Вкус к жизни             | From Scratch                | Зора / Zora                                        |
| 2025      | с | Медведь                  | The Bear                    | Шантель / Chantel                                  |

## Награды и номинации
| Год  | Награда                                      | Категория                                                                                | Фильм                | Результат |
| ---- | -------------------------------------------- | ---------------------------------------------------------------------------------------- | -------------------- | --------- |
| 2022 | Премия NAACP Image                           | Лучшая женская роль второго плана в кинофильме                                           | «Тем больнее падать» | Номинация |
| 2022 | Премия Black Reel                            | Лучшая актриса-дебютант                                                                  | «Тем больнее падать» | Номинация |
| 2022 | Готэм                                        | Лучшая главная роль                                                                      | «Тилл»               | Победа    |
| 2022 | Премия Национального совета кинокритиков США | Прорыв года среди актёров и актрис                                                       | «Тилл»               | Победа    |
| 2023 | Выбор критиков                               | Лучшая женская роль                                                                      | «Тилл»               | Номинация |
| 2023 | Спутник                                      | Лучшая женская роль в кинофильме                                                         | «Тилл»               | Победа    |
| 2023 | Премия Black Reel                            | Лучшая женская роль                                                                      | «Тилл»               | Победа    |
| 2023 | Премия Гильдии киноактёров США               | Лучшая женская роль                                                                      | «Тилл»               | Номинация |
| 2023 | BAFTA                                        | Лучшая женская роль                                                                      | «Тилл»               | Номинация |
| 2023 | Премия NAACP Image                           | Лучшую женская роль в кинофильме                                                         | «Тилл»               | Номинация |
| 2023 | Премия NAACP Image                           | Лучшая женская роль второго плана в телефильме, мини-сериале или драматической программе | «Вкус к жизни»       | Номинация |